# キンベレラ
キンベレラ (Kimberella) は、エディアカラ紀に繁栄したエディアカラ生物群に含まれる生物の1種。長い吻で堆積物をひっかいていたとされる。体長は数センチメートル。原始的な軟体動物である可能性が高いとされる。
オーストラリアのエディアカラの丘で最初に発見された。最近の調査では白海地域で大量に発見されており、年代は5億5800万年前-5億5500万年前と推定されている。他のエディアカラ生物群のように、その系統的位置は議論の的となっている。最初はクラゲとされたが、歯舌で引っ掻いた痕のような生痕化石が発見されたことで、現在はおそらく軟体動物とされている。
また、この生物の系統的位置はカンブリア爆発の解釈に大きな影響を与える。

## 命名

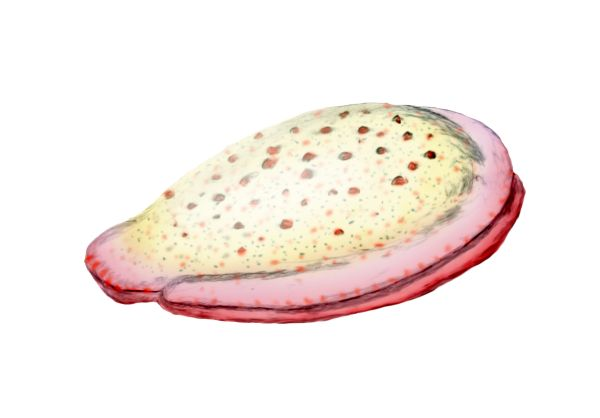
想像図

属名は収集家の John Kimber に由来する。属名は最初 Kimberia とされたが、Dr. N. H. Ludbrook により、この名はキリガイダマシ属 (Turritella) の亜属 (Kimberia Cotton & Woods, 1935) として使用されていることが指摘された。このため、1972年に Mary Wade により Kimberella という名に変更された。

## 産地
オーストラリアのエディアカラの丘・白海地域のウスチ＝ピネガ累層から産出する。白海ではトリブラキディウム Tribrachidium・ディッキンソニア Dickinsoniaなどのエディアカラ生物群、蛇行した生痕化石、藻類などと共に産する。この地層を挟む火山灰層に含まれるジルコンにウラン・鉛年代測定法を適用することによって、この層の年代は 555.3 ± 0.3 Ma から 558 Ma の間であることが分かった。また、火山灰層の上下からも本種の化石は見つかっている。エディアカラの丘の化石に関しては、正確な年代は不明である。

### 保存状態
化石は主に、砂層下の粘土層の上部に保存されている。全ての化石は基盤に埋まっており、堆積物の圧力で破壊されない程度には頑丈だったと見られている。軟体部が腐敗した後に泥が進入し、生物の形を残すに至ったと考られる。
ほとんどの標本は急速な堆積によって海水から隔離されることで保存された。また、生物の腐敗によって発生した物質が、周囲の堆積物を強化した可能性も考えられる。分泌された粘液によって保護されていたという主張もあるが、実験では粘液はすぐに分解してしまうことが示されている。

## 形態

復元図の変遷：左から、
- M. Wade, 1972 - 箱虫綱
- M.A. Fedonkin, B. Waggoner, 1997, M.A. Fedonkin, 2001 - 軟らかい殻、大きな足を持つ軟体動物様生物
- M.A. Fedonkin, A. Simonetta, A.Y. Ivantsov, 2007 - 軟らかい殻、鉤爪の付いた吻を持つ軟体動物様生物
- R. J. F. Jenkins, 1992 - 生痕化石の作り手としての仮説的三葉虫類
- A.Y. Ivantsov, 2009 - 完全な殻がなく、口に細かい石灰質の歯が並んだ生物

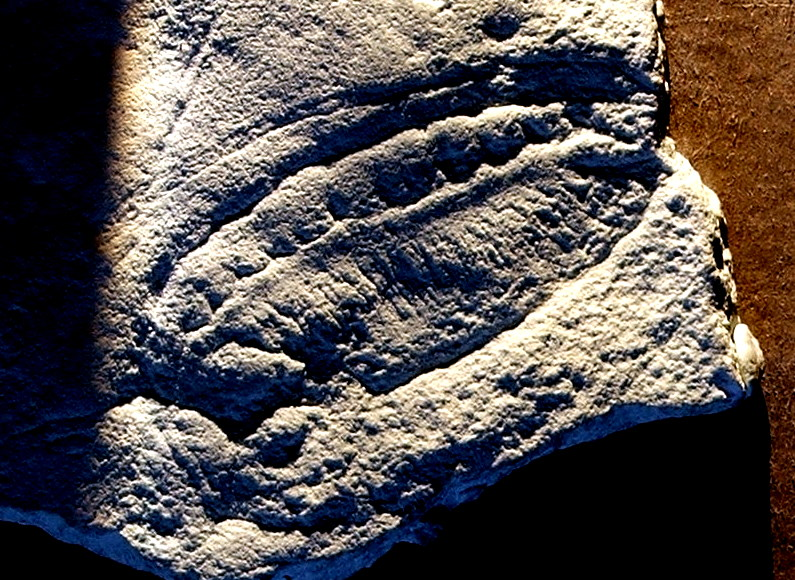
化石の一部。モジュール構造が確認できる。

白海地域のきめ細かい砂岩層からは、様々な成長段階からなる1,000以上の標本が得られている。保存状態が良いため、形態や内部構造、運動や摂餌方式に関する様々な情報を得ることができた。
化石は楕円形で、前後軸方向に長い。刺胞動物（クラゲ・イソギンチャク・ヒドロ虫など）に特徴的な放射相称の体制は見られず、左右相称的な特徴を示していた。クラゲとされていたオーストラリアの化石からも、左右相称的な特徴は確認できる。
背面には"殻"があったと見られ、大型個体では長さ15 センチメートル・幅5 - 7 センチメートル・高さ3 - 4 センチメートルに達している 。最小個体では長さ2 - 3 mmであった。"殻"は石灰化しておらず、成長とともに大きく丈夫になったようである。折り畳まれたり、引き伸ばされたりした標本もあることからすると、この殻は硬いが柔軟性があり、おそらく骨片のような構造の集合体であったと思われる。殻の一端には鞍型の部分があり、こちらが前であったと推測される。幾つかの標本では殻の内側に横紋が観察され、これは筋肉の付着痕と思われる。同じような模様が殻の縁にも見られ、足を殻に引き込むための筋肉があったのかもしれない。
殻の中央は盛り上がる。体節は確認できないが、それに似たモジュール構造がある。各モジュールには背面から腹面に向かう筋肉と"腹足"を横断する筋肉があり、この組み合わせによって移動していたと考えられる。
体の周囲には褶を持ち、これは呼吸器系の一部として鰓に似た機能を果たしたと考えられる。褶は体の周囲に広く伸びており、鰓としての機能が不十分なため大きな表面積が必要だったということを示すものかもしれない。また、天敵がいなかったため、殻の機能は主に筋肉が付着する基盤としてのものだったという解釈も可能である。

## 生態
穏やかで酸素に富む浅瀬（10 m以浅）を動き回り、バイオフィルムを摂食していたと考えられる。ヨルギア・ディッキンソニア・トリブラキディウム・カルニオディスクスなどの化石が共に見つかるため、おそらくこれらの生物と共存していたのだろう。
餌を選別したような痕跡はない。這った後に摂食痕が残っていることから、後ろ向きに移動しながら摂餌したと考えられる。また、1点に留まって摂餌したとみられる、扇形の摂食痕も残されている。
繁殖の形式や、有性生殖していたかどうかは不明である。
生息地にはしばしば嵐や雪解け水の洪水による砂が流れ込み、生物を押し流した。移動速度からして土砂から逃げることはできなかったため、軟体部を殻に引き込んで耐えたと考えられる。幾らかの個体は砂から這い出て生き延びているが、這い出せなかった幼体が数 センチメートルの深さに埋もれて化石化している。

## 分類

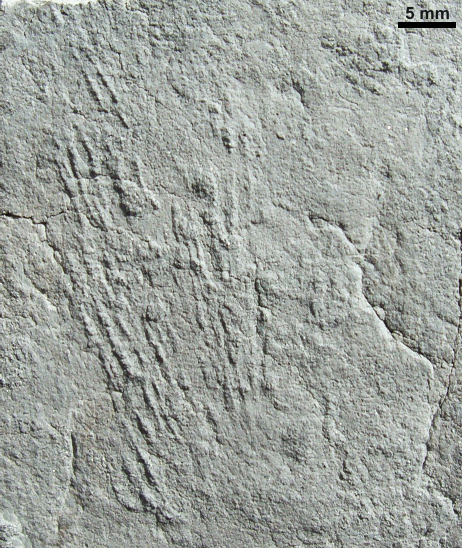
Kimberichnus teruzzii と命名された生痕化石

現在見つかっている Kimberella 属の化石は全て Kimberella quadrata のものとされている。1959年の最初の化石は、1966年に Martin GlaessnerとMary Wadeによってクラゲとされ、1972年には Wade によりハコクラゲとされた。白海の化石が発見されてからこの見方は転換し、Mikhail A. Fedonkin・Benjamin M. Waggoner 等の研究によりクラゲではなく、最古の三胚葉性左右相称動物であることが分かった。
本種の化石からは、二枚貝以外の軟体動物に存在するキチン質の"舌"、歯舌が発見されていない。歯舌は化石化しにくいため、化石記録の欠如は本種がそれを持たなかったということをすぐに意味するわけではない。化石の近くの岩からは、軟体動物がバイオフィルムを削りとったような痕が発見されている。これらの生痕化石は Radulichnus と呼ばれ、歯舌の存在の状況証拠と解釈される。殻の存在と合わせて、これは本種が軟体動物、またはそれに近縁であることを示すとされている。2001年と2007年、Fedonkin は、伸縮する吻の先についた鉤状の器官で摂餌が行われていたと提案した。この構造は典型的な歯舌とかなり異なっており、本種が高々ステムグループの一つでしかないことを示している。
だが現在の証拠からは、本種が軟体動物、またはそれに近い動物であることは言えないとして、"おそらく軟体動物"、または"おそらく左右相称動物"と呼ぶ方が正しいとする主張もある。Nicholas J. Butterfield は Radulichnus は本種が軟体動物であることを示すものではないとし、他の生物も似たような模様をつけることができると主張している。確かにこの摂食痕は歯舌によるものではなく、本種がこの共有派生形質を欠いているとすれば、本種を軟体動物の冠分類群から排除する十分な理由となる。

## 理論的重要性
カンブリア爆発は、カンブリア紀前期（5億4300万年前-5億1800万年前）に起きた動物の形態的多様性の急速な増大である。
刺胞動物以降に出現した動物は、大きく原口動物と新口動物に分けられる。本種の軟体動物様の形態からは、原口動物であることが強く示唆される。もしそうであれば、原口動物と新口動物の分岐は本種が出現した5億5800万年前以前のことで、カンブリア紀の遥か以前であるということになる。また原口動物でなかったとしても、左右相称動物であることは広く受け入れられている。現代的な刺胞動物の化石が陡山沱累層から発見されていることから、刺胞動物と左右相称動物の分岐は5億8000万年前より古いと考えられる。